# Travels in Constants, Vol. 12
Travels in Constants, Vol. 12 – minialbum szkockiego zespołu Mogwai, wydany 18 marca 2001 roku w Stanach Zjednoczonych nakładem wytwórni Temporary Residence Limited.

## Historia
Travels In Constants to subskrypcyjna seria 12 płyt CD, rozpoczynająca się w czerwcu 1999 roku. W ostatniej serii, wydanej w marcu 2001 roku, wystąpił Mogwai.

### Lista utworów
Lista według Discogs:
| 1. | Untitled (skomponowany przez Mogwai)         | 6:07  |
|    |                                              |       |
| 2. | Quiet Stereo Dee (skomponowany przez Mogwai) | 4:06  |
|    |                                              |       |
| 3. | Arundel (skomponowany przez Papa M)          | 2:59  |
|    |                                              |       |
|    |                                              | 13:12 |
|    |                                              |       |
„Quiet Stereo Dee” to alternatywna wersja „Stereodee” z 4 Satin.
Utwory zostały nagrane w Sub Station, w Cowdenbeath, a skompilowane w Apollo.

- Autorzy i wykonawcy: Bearded Monsignor, Holy Stuarto, John Of Arc, Pious Bionicus, St Francis of Assasin
- Kevin Lynch, Michael Brennan Jr. – producenci muzyczni[5]

## Opinie krytyków
„To jeden z najlepszych singli Mogwai od czasu No Education = No Future i szkoda, że jest limitowany. Na stronie internetowej Mogwai są jednak próbki utworu, więc można posłuchać, co się traci” – stwierdza Matthew Pimm z Drowned in Sound.